# Ajinomoto Stadium
Ajinomoto Stadium (jap. 味の素スタジアム Ajinomoto Sutajiamu) – wielofunkcyjny stadion w Chōfu (aglomeracja Tokio), w Japonii. Został otwarty 10 marca 2001 roku. Może pomieścić 48 013 widzów. Swoje spotkania rozgrywają na nim piłkarze klubów FC Tokyo i Tokyo Verdy.
Stadion wyposażony jest w 9-torową, tartanową bieżnię lekkoatletyczną, jednak ponieważ głównie służy on do rozgrywania spotkań piłkarskich i rzadko odbywają się na nim zawody lekkoatletyczne, bieżnia jest przez większość czasu przykryta sztuczną murawą. Obiekt otaczają ze wszystkich stron dwupoziomowe trybuny o pojemności 48 013 widzów (niektóre źródła podają pojemność 49 970 widzów). Trybuny przykryte są dachem, który pokrywa około 3/4 miejsc dla widzów (dolne rzędy trybun są odsłonięte). Wewnątrz stadionu znajdują się dwa duże telebimy. Osadzone w dachu oświetlenie ma natężenie 1500 luksów. Obiekt jest własnością publiczną, operatorem zarządzającym stadionem jest Tokyo Stadium Co., Ltd.

## Historia
Stadion powstał na terenie byłej amerykańskiej bazy wojskowej, obok lotniska w Chōfu. Otwarcie obiektu miało miejsce 10 marca 2001 roku, a na inaugurację w derbowym spotkaniu w ramach rozgrywek J1 League zmierzyły się ze sobą drużyny FC Tokyo i Tokyo Verdy (2:1 p.d.). Oba te zespoły rozgrywają odtąd swoje spotkania na nowym stadionie w roli gospodarzy.
Razem z głównym stadionem oddano obok do użytku mniejszy obiekt z trybunami na 3060 widzów. Jest on używany m.in. do futbolu amerykańskiego, piłki nożnej czy lacrosse. W związku z umową sponsorską, od 2003 roku nosi on nazwę Aminovital Field.
Podczas piłkarskich mistrzostw świata w 2002 roku stadion pełnił rolę bazy treningowej dla reprezentacji Arabii Saudyjskiej.
1 marca 2003 roku, po podpisaniu pięcioletniej umowy sponsorskiej z firmą Ajinomoto obiekt, dotychczas znany jako Tokyo Stadium (東京スタジアム), przemianowano na Ajinomoto Stadium (味の素スタジアム). Był to pierwszy w Japonii przypadek sprzedaży praw do nazwy obiektu będącego własnością publiczną. Umowa ta była później konsekwentnie przedłużana i Ajinomoto figuruje w nazwie stadionu do dziś (2021).
W 2010 roku obiekt był jedną z aren turnieju finałowego piłkarskiego Pucharu Azji Wschodniej (równolegle odbyło się na nim również część spotkań kobiecego Pucharu Azji Wschodniej). Z kolei w 2017 roku na obiekcie odbyło się wszystkie sześć spotkań rundy finałowej męskiej edycji tych zawodów.
Po trzęsieniu ziemi w 2011 roku na stadionie zorganizowano tymczasowe schronienie dla osób wysiedlonych w związku z katastrofą.
1 kwietnia 2012 roku obok stadionu oddano drugi poboczny obiekt. Jest on wyposażony w 8-torową, tartanową bieżnię lekkoatletyczną i trybuny na około 800 widzów. Od 2019 roku, w związku z umową sponsorską, nosi on nazwę AGF Field.
W czerwcu 2013 roku na stadionie rozegrano 97. edycję lekkoatletycznych mistrzostw Japonii. Z kolei podczas rozegranej na przełomie września i października 2013 roku 68. edycji Narodowego Festiwalu Sportowego, na obiekcie odbyły się ceremonie otwarcia i zamknięcia, zawody lekkoatletyczne oraz część meczów piłkarskich.
1 stycznia 2016 roku na stadionie odbył się finał piłkarskiego Pucharu Cesarza Japonii (Gamba Osaka – Urawa Red Diamonds 2:1).
W 2017 roku otwarto wybudowany pomiędzy głównym stadionem, a bocznym obiektem lekkoatletycznym nowy obiekt sportowy łączący w sobie m.in. halę widowiskowo-sportową i 50-metrowy kryty basen pływacki, tzw. Musashino Forest Sports Plaza.
W 2019 roku obiekt był jedną z aren Pucharu Świata w rugby. Rozegrano na nim pięć spotkań fazy grupowej (w tym mecz otwarcia), dwa ćwierćfinały i spotkanie o 3. miejsce.
Podczas Letnich Igrzysk Olimpijskich 2020 stadion ma zostać wykorzystany do rozgrywania zawodów rugby 7, piłki nożnej i pięcioboju nowoczesnego.
Poza licznymi zawodami sportowymi na stadionie odbywają się także inne imprezy (m.in. koncerty).